# Озерной
Озерной (рос. Озерной) — невеликий базальтовий щитовий вулкан, розташований у південній частині півострова Камчатка неподалік від вулкану Ксудач (Росія). Його об'єм всього 2 км3 і піднімається на 300 м над долиною в центрі південної частини півострова Камчатка. Абсолютнка висота вулкану Озерной складає 562 м. 

## Дивитися також
- Список вулканів Росії

## Список посилань
1. ↑  Ozernoy https://volcano.si.edu/volcano.cfm?vn=300051
2. ↑  Masurenkov Y P (ed), 1980. Volcanic Center: Structure, Dynamics and Products. Moscow: Nauka Pub, 299 p (in Russian)